# Ренато Даль-Ара
«Рена́то Даль-А́ра» (Littoriale с 1927 по 1945, Комунале с 1945 по 1983 годы) — многоцелевой стадион в Болонье, построенный в 1927 году. В 1983 году был переименован в честь Р. Даль-Ары (1892—1964), президента «Болоньи» (1934–1964). Является домашним стадионом футбольного клуба итальянской Серии А — Болонья.